# Британцы
Брита́нцы (англ. British people или Britons) — нация, основное население Великобритании, а также Нормандских островов, острова Мэн и Британских заморских территорий и их потомки. Британцы как нация сформировались в средние века на Британских островах из представителей народов и народностей, проживавших на территории нынешнего Соединённого Королевства.
Римские и греческие авторы в I веке до н. э. — V веке н. э. называли жителей Британских островов бреттанами, британнами, бриттаннами или бриттонами.
В настоящее время британцев насчитывается свыше 65 млн человек. Большинство из них проживает на территории Соединённого королевства. Британская диаспора, учитывающая граждан США, Канады, Австралии, Новой Зеландии, Ирландии и ЮАР, составляет около 140 млн человек.
Британцы - это разнообразное, многонациональное, мультикультурное и многоязычное общество с "сильными региональными акцентами, выражениями и идентичностями". Социальная структура Соединенного Королевства радикально изменилась с XIX века, с упадком религиозных обрядов, расширением среднего класса и увеличением этнического разнообразия, особенно с 1950-х годов, когда гражданам Британской империи было предложено иммигрировать в Великобританию для работы в рамках восстановления после Второй мировой войны. Население Великобритании составляет около 66 миллионов человек, при этом британская диаспора составляет около 140 миллионов человек, сосредоточенных в Соединенных Штатах, Австралии, Канаде и Новой Зеландии, с меньшей концентрацией в Республике Ирландия, Чили, Южной Африке и некоторых частях Карибского бассейна.

## Культура
В результате расширения Британской империи британское культурное влияние можно наблюдать в языке и культуре такого географически широкого круга стран, как Канада, Австралия, Новая Зеландия, Южная Африка, Индия, Пакистан, Соединенные Штаты и британские заморские территории. Эти страны иногда в совокупности называют англосферой. Помимо британского влияния на свою империю, империя также оказала влияние на британскую культуру, в частности на британскую кухню. Инновации и движения в рамках более широкой культуры Европы также изменили Соединенное Королевство. Гуманизм, протестантизм и представительная демократия развились из более широкой западной культуры.
В результате истории становления Соединенного Королевства культуры Англии, Шотландии, Уэльса и Северной Ирландии разнообразны и имеют различную степень совпадения и различия.
Исследование в 2002 году, заказанное компанией Glorious Britain, показало, что туристам, посетившим Туманный Альбион, больше всего нравится в Великобритании доброта и вежливость британцев.

## Кухня
Исторически британская кухня означала "непритязательные блюда, приготовленные из качественных местных ингредиентов, сочетающиеся с простыми соусами, чтобы подчеркнуть вкус, а не замаскировать его", он был "опорочен как лишенный воображения и тяжелый" и традиционно ограничивался в своем международном признании полным завтраком и рождественским ужином. Это несмотря на то, что британская кухня впитала кулинарные влияния тех, кто поселился в Британии, в результате чего появились гибридные блюда, такие как британская Азиатская курица тикка масала, которую некоторые называют "истинным национальным блюдом Британии".
Кельтское земледелие и животноводство производили большое разнообразие продуктов питания для кельтов и бриттов. Англосаксы разработали технику тушения мяса и пряных трав еще до того, как эта практика стала распространенной в Европе. Норманнское завоевание Англии принесло в Британию в Средние века экзотические пряности. Британская Империя способствовала познанию индийской пищевой традиции "сильных, проникающих пряностей и трав". Политика нормирования продуктов питания, навязанная британским правительством в военные периоды XX-го века, как говорят, была стимулом для плохой международной репутации британской кухни.
Британские блюда включают рыбу с жареной картошкой, воскресное жаркое, а также сосиски и пюре. Британская кухня имеет несколько национальных и региональных разновидностей, включая английскую, шотландскую и валлийскую кухни, каждая из которых разработала свои собственные региональные или местные блюда, многие из которых являются географически обозначенными продуктами, такими как сыр Чеддер, Чеширский сыр, Йоркширский пудинг, Арброт Смоки, Корнуоллский паштет и валлийские пирожные.
Британцы являются вторым по величине потребителем чая на душу населения в мире, потребляя в среднем 2,1 килограмма на человека в год. Британская чайная культура восходит к XIX веку, когда Индия была частью Британской Империи и британские интересы контролировали производство чая на субконтиненте.

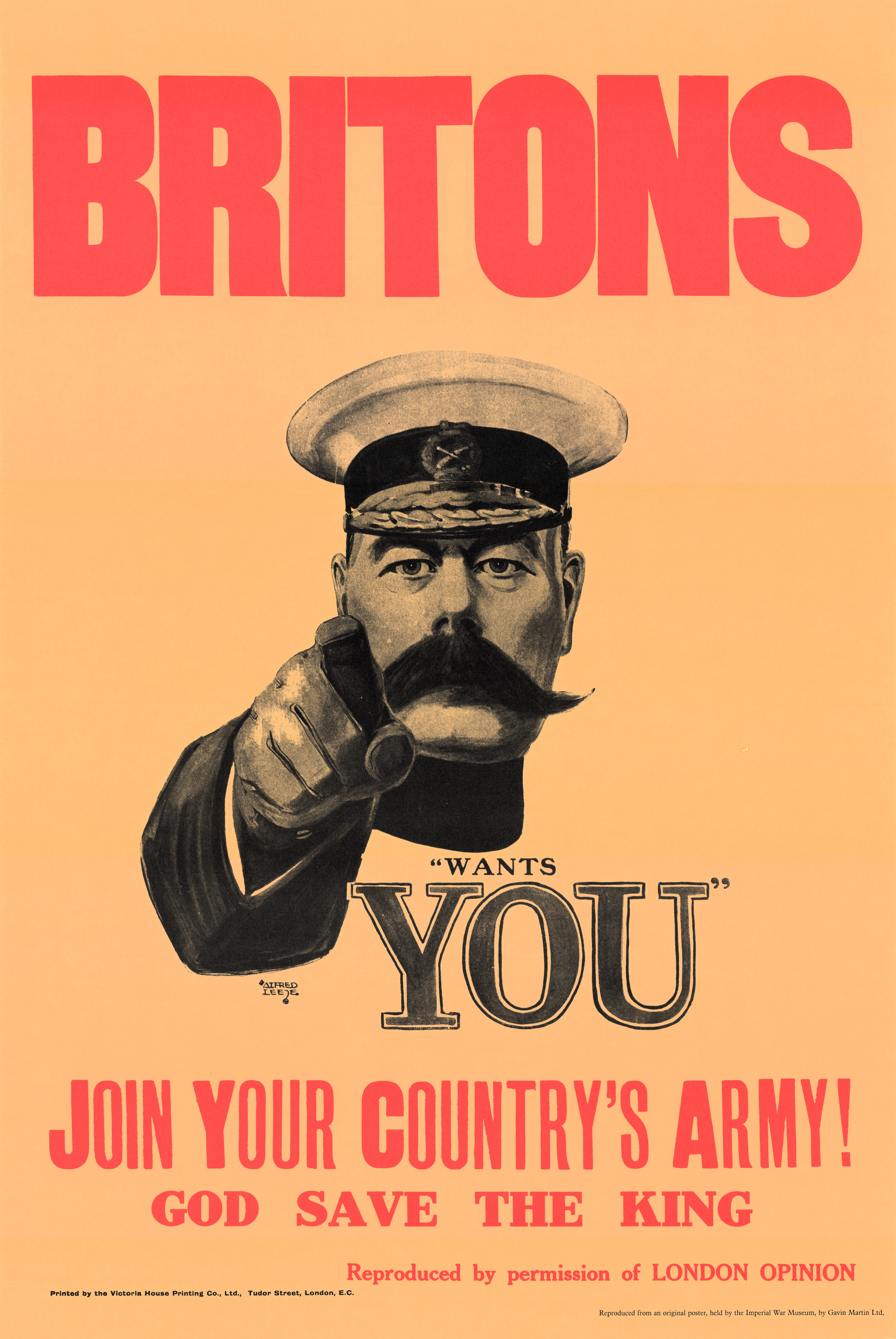
Агитационный плакат времён первой мировой войны, взывающий к британцам (Britons)